# ميغان باركنسون
ميغان باركنسون (بالإنجليزية: Megan Parkinson)‏ هي ممثلة بريطانية، ولدت في 1996.

## وصلات خارجية
- ميغان باركنسون على موقع IMDb (الإنجليزية)
- ميغان باركنسون على موقع قاعدة بيانات الفيلم (الإنجليزية)